# Clase Voyager
La clase Voyager es un tipo de cruceros operado por Royal Caribbean International. Los cinco barcos Voyager se construyeron en los astilleros finlandeses Kværner Masa-Yards.
Existen dos generaciones de naves dentro de la clase Voyager, que presentan ligeras diferencias en el diseño. Los barcos de primera generación, el Voyager of the Seas, Explorer of the Seas y Adventure of the Seas, se botaron entre 1999 y 2001. Los barcos de segunda generación, el Navigator of the Seas y Mariner of the Seas se botaron en 2002 y 2003 respectivamente.

## Reformas y nueva librea
En 2015, los Voyager of the Seas y Explorer of the Seas recibieron una pista de surf artificial y nuevos camarotes a proa, durante una importante remodelación.
Años más tarde, a raíz de la entrada en servicio de los buques de la clase Quantum, con cascos en color azul en lugar de blanco, Royal Caribbean comenzó a incorporar esta nueva librea en el resto de su flota.
Se puede ver este casco azul en buques de la clase Oasis, y en algunos de la Freedom y de la Voyager, como el propio Voyager. Otros como el Independence permanecen con su librea original con el casco en blanco.

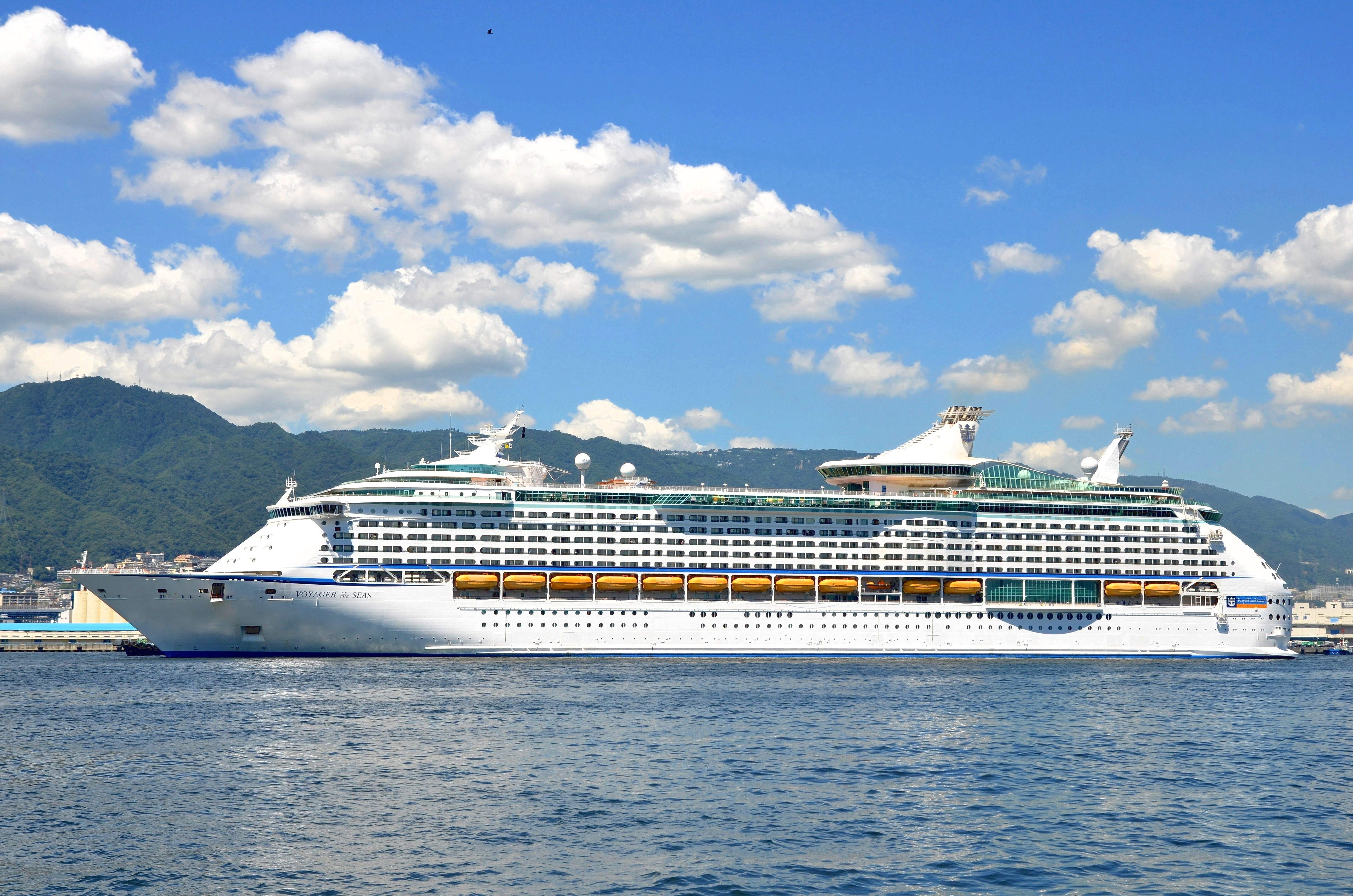
El Voyager of the Seas en Kobe, mostrando su librea original en blanco y sin la reforma de 2015.

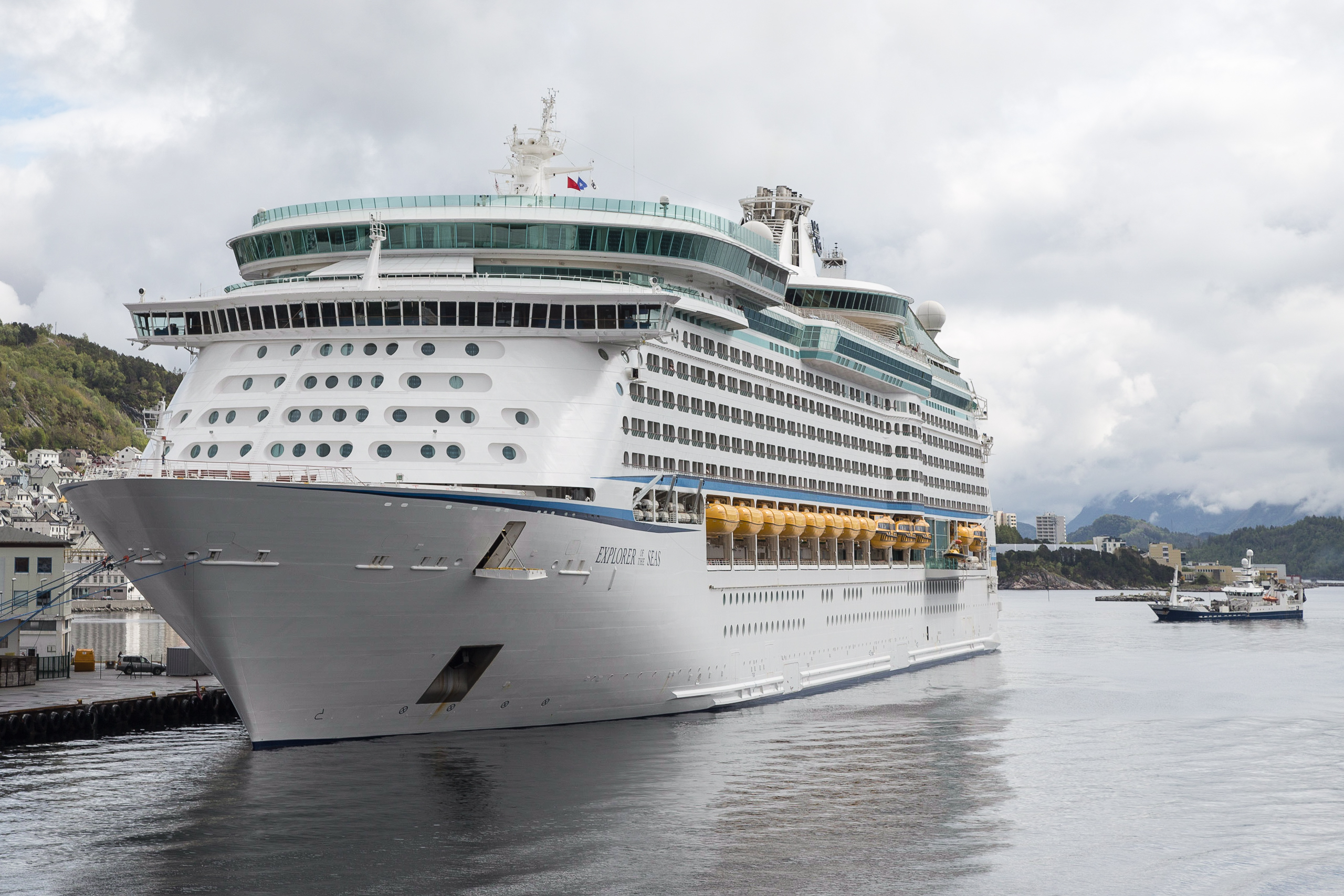
El Explorer of the Seas, con los nuevos camarotes instalados en 2015 (zona acristalada encima del puente).

## Buques
| Buque                 | Año de construcción | Entrada en servicio con Royal Caribbean | Tonelaje | Notas | Imagen |
| --------------------- | ------------------- | --------------------------------------- | -------- | --- | ------ |
| Primera generación    |                     |                                         |          | |        |
| Voyager of the Seas   | 1999                | 21 de noviembre de 1999                 | 138.194  | Voyager of the Seas fue el crucero más grande del mundo cuando se construyó, fue el primer barco en tener una pista de hielo en el mar. Recibió una pista de surf artificial y nuevos camarotes durante una remodelación en dique seco en abril de 2015.                       |        |
| Explorer of the Seas  | 2000                | 28 de octubre de 2000                   | 138.194  | Tiene un laboratorio atmosférico y oceanográfico incorporado operado por la Escuela Rosenstiel de Ciencias Marinas y Atmosféricas de la Universidad de Miami. Recibió una pista de surf artificial y nuevos camarotes durante una remodelación en dique seco en abril de 2015. |        |
| Adventure of the Seas | 2001                | 18 de noviembre de 2001                 | 137.276  | Reacondicionado en 2014 y recibió un parque acuático y una pista de surf artificial en diciembre de 2016. |        |
| Segunda generación    |                     |                                         |          | |        |
| Navigator of the Seas | 2002                | 14 de diciembre de 2002                 | 139.570  | Primero de la segunda generación de buques de clase Voyager. Recibió una pista de surf artificial y 81 camarotes nuevos en una remodelación en dique seco en enero de 2014 y se renovó nuevamente en febrero de 2019.                                                          |        |
| Mariner of the Seas   | 2003                | 16 de noviembre de 2003                 | 139.863  | Reformado en abril de 2012 y 2018. |        |

The ships seem ho habe been built the other way around.